# Дегтярьов Максим Сергійович
Макси́м Сергі́йович Дегтярьо́в (30 травня 1993, Кіровськ, Україна) — український футболіст, нападник.

## Біографія

### Ранні роки
Вихованець алчевської «Сталі». Почав професійну кар'єру 2011 року в тому ж клубі. 17 липня дебютував у професійному футболі, замінивши на 71 хвилині Сергія Колесниченко в матчі проти «Львова» у якому відразу забив свій перший гол на 78 хвилині.

### «Металург» (Донецьк)
Після першого кола, підписав контракт з донецьким «Металургом», але на правах оренди повернувся в «Сталь», у якій грав до кінця сезону.
У наступному сезоні повернувся в «Металург», в якому лише 4 рази потрапляв у заявку на матч, переважно граючи в першості дублерів.
З сезону 2013/14 став поступово підпускатись до основного складу команди. Перший матч за основний склад зіграв 1 червня 2013 року в третьому кваліфікаційному раунді Ліги Європи в матчі проти албанського клубу «Кукесі», замінивши на 69 хвилині Жуніора Мораеса. У цьому матчі Дегтярьов мав шанс зрівняти рахунок, але влучив у штангу, а трохи пізніше «Кукеса» забив другий м'яч, що в підсумку дозволило вибити їм «Металург» з єврокубків.
У Прем'єр-лізі дебютував 4 серпня 2013 року, замінивши Грегорі Нельсона після першого тайму, в матчі проти «Чорноморця» з Одеси.
У 2014 році повернувся в «Сталь». Перший матч після повернення зіграв 4 квітня 2014 року, вийшовши в основному складі проти «Ниви» з Тернополя, але після закінчення оренди повернувся в «Металург», де 25 липня 2014 року зіграв свій перший матч у стартовому складі після повернення проти «Дніпра» з Дніпропетровська, але отримав пошкодження, і був замінений наприкінці першого тайму, також провів 26 хвилин в сумі проти «Олімпіка» та «Іллічівця». В результаті після закінчення першого кола, не полетів разом з донецьким Металургом на турецькій збір, отримавши пропозицію, шукати варіант для оренди. Клуб пропонував йому можливість роботи в Грузії чи Казахстані, але він вирішив залишитися в Україні, продовживши грати в дублі Металурга.

### Виступи у першій лізі
Улітку 2015 року донецький «Металург» припинив своє існування і Дегтярьов на правах вільного агента перейшов до першолігового краматорського «Авангарда».
У липні 2016 року став гравцем «Полтави». У сезоні 2017–2018 став найкращим бомбардиром Першої ліги України, допомігши своїй команді здобути путівку до Прем'єр-ліги. Проте через фінансові проблеми «Полтава» була розформована.

### «Олімпік» (Донецьк)
Влітку 2018 року невдало пройшов перегляд у київському «Динамо», натомість 26 липня 2018 року футбольний клуб «Олімпік» (Донецьк) презентував Максима Дегтярьова, як нового гравця команди. У першому дебютному матчі забив гол у ворота «Чорноморця». У другому матчі проти «Ворскли» віддав гольову передачу на Віталія Балашова. 10 липня 2018 забив два голи в ворота ФК «Львів», але їх не зарахували через офсайд (гра закінчилася нічиєю 1:1). Загалом з 8 голами став найкращим бомбардиром команди в сезоні 2018/19, після чого 18 липня 2019 року перейшов в чернігівську «Десну», за яку до кінця року зіграв 15 матчів і відзначився двома голами і двома результативними передачами.
У січні 2020 року Дегтярьов повернувся в «Олімпік» і у другій половині сезону 2019/20 форвард провів в рамках української Прем'єр-ліги 7 матчів, в яких забив п'ять голів, після чого у серпні 2020 року покинув команду у статусі вільного агента.

### «Десна»
12 серпня 2020 року Дегтярьов підписав дворічний контракт з «Десною». 27 вересня 2020 року Максим забив свій перший гол за чернігівців у Прем'єр-лізі після повернення у матчі проти львівського «Руху». А вже за три дні, 30 вересня 2020, він відзначився дублем у матчі проти того ж таки «Руху» у Кубку України, що дозволило «Десні» перемогти 2:1 і пройти до наступного раунду турніру.

## Досягнення
- Срібний призер першої ліги чемпіонату України (1): 2017/18
- Бронзовий призер першої ліги чемпіонату України (1): 2013/14